# Ansitz Katzenberg

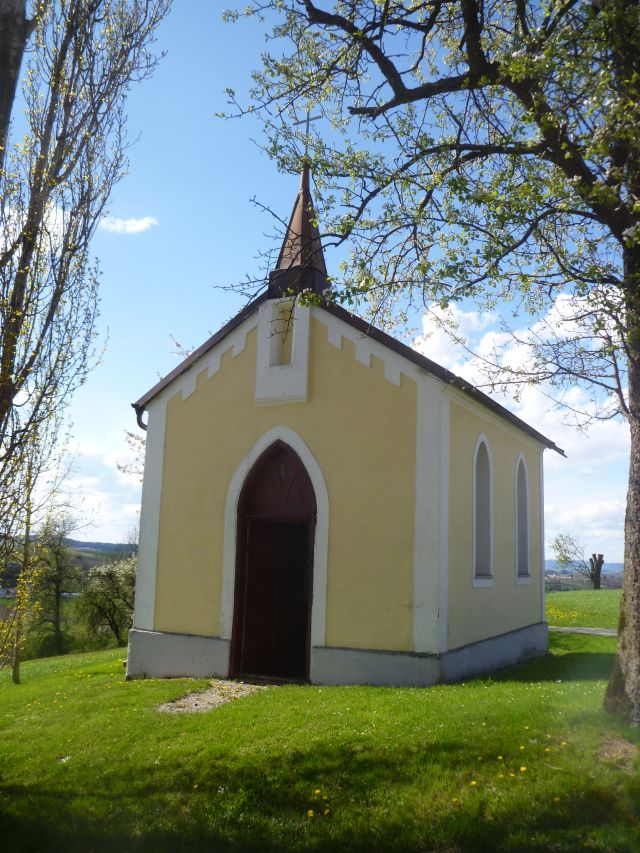
Ansitz Katzenberg Marienkapelle

Der angebliche Ansitz Katzenberg ist ein vom Burgenforscher Norbert Grabherr postulierter Ansitz im Ortsteil Katzenberg der oberösterreichischen Gemeinde Mettmach im Bezirk Ried im Innkreis. An der behaupteten Stelle steht heute das bäuerliche Anwesen Katzenberg 2. Neben dem Bauernhof befindet sich eine Marienkapelle (⊙) mit neugotischer Altarausgestaltung.
Die Annahme eines Sitzes an diesem Ort entstand durch die irrige Interpretation einer Urkunde. Die urkundlichen Nennungen von 1503 („der Sitz Katzenberg des Andree von Schwarzenstein“) bezieht sich nämlich auf Schloss Katzenberg in der Gemeinde Kirchdorf am Inn.